# Thaumasia Planum

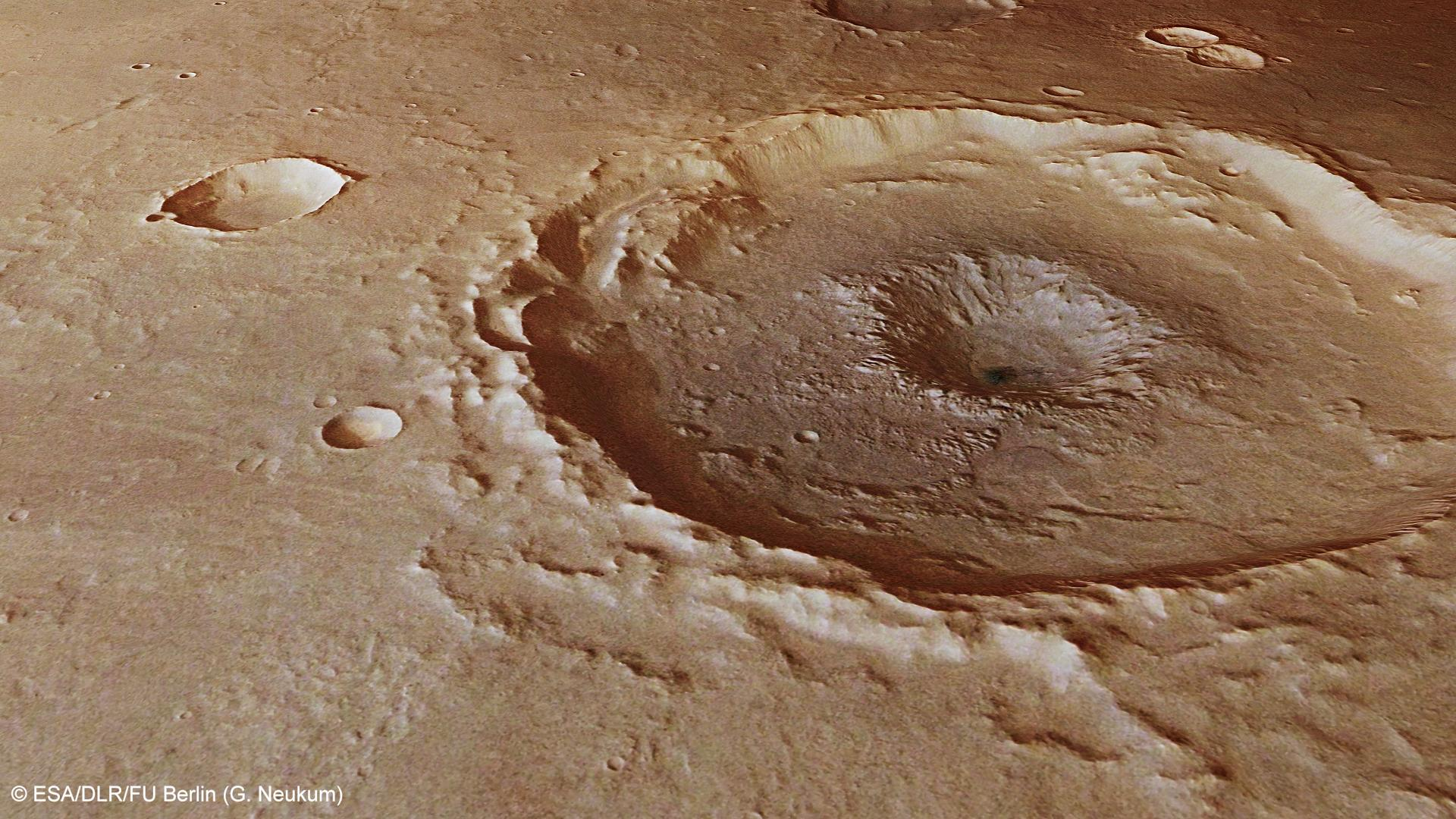
Une vue en perspective d'un cratère de 50 km de diamètre à Thaumasia Planum. L'image a été réalisée en combinant les données de la caméra stéréo haute résolution sur Mars Express de l'ESA avec des modèles numériques de terrain. L'image a été prise le 4 janvier 2013, pendant l'orbite 11467, et montre une vue rapprochée de la "fosse" centrale de ce cratère, qui s'est probablement formée par une explosion souterraine alors que la chaleur de l'impact a rapidement vaporisé de l'eau ou de la glace se trouvant en dessous de la surface.

Thaumasia Planum est une étendue plane élevée (planum) située dans l'hémisphère sud de la planète Mars.